# جون لينش
جون لينش (بالإنجليزية: John H. Lynch) هو سياسي أمريكي وحاكم ولاية نيوهامشير منذ عام 2005. ينتمي لينش إلى الحزب الديمقراطي. ولد جون لينش في 25 تشرين الثاني - نوفمبر من سنة 1952 في ولاية ماساشوستس.